# .xxx
.xxx ist eine generische Top-Level-Domain (gTLD), die von der ICM Registry LLC mit Sitz in Palm Beach Gardens betrieben wird. Sie wurde am 15. April 2011 eingeführt und ist primär für Websites mit erotischem oder pornografischem Inhalt gedacht.

## Geschichte
Die Internetverwaltung ICANN hat im März 2011 beschlossen, die Endung .xxx als neue generische Top-Level-Domain einzuführen. Nach einer öffentlichen Ausschreibung hat sich das Unternehmen ICM Registry LLC durchgesetzt und den Vertrag über die Einrichtung einer Vergabestelle mit der ICANN unterzeichnet, der bereits 2010 öffentlich gemacht wurde.
Die sogenannte Sunrise Period wurde vom 7. September bis 28. Oktober 2011 durchgeführt. Zunächst konnten sich Inhaber einer Marke oder anderer Schutzrechte den Zugriff auf neue .xxx-Domains sichern. Im Rahmen des Landrush vom 8. bis 25. November war es anschließend für die ICM-Mitglieder möglich, neue Domains bevorzugt zu bestellen. Die öffentliche Vergabe wurde schließlich am 6. Dezember 2011 gestartet.

## Eigenschaften
Die Bestellung einer .xxx-Domain ist nur dann möglich, wenn der Inhaber nachweislich in der Erotikbranche tätig ist. Zusätzlich müssen Privatpersonen und Organisationen eine Mitgliedschaft bei der Vergabestelle beantragen, da nur damit eine Registrierung von Domains möglich ist. Interessenten, die nicht Mitglied bei ICM Registry LLC sind, können Domains lediglich blockieren, nicht aber aktiv nutzen.
Insgesamt darf eine .xxx-Domain zwischen drei und 63 Zeichen lang sein, die Verwendung von internationalisierten Domainnamen wird nicht unterstützt. In der Regel dauert die Konnektierung einer Domain nur wenige Stunden. Die ICM Registry betreibt für Streitigkeiten um .xxx-Domains ein selbst entwickeltes Schlichtungsverfahren, das Rapid Evaluation Service (kurz RES) genannt wird. Es dient dazu, Konflikte zwischen zwei Interessenten einer Domain außergerichtlich zu klären. Nach offiziellen Angaben wurden seit Einführung des RES bis Mai 2013 insgesamt etwa drei Dutzend Verfahren durchgeführt.

## Bedeutung
Die Endung .xxx verzeichnete bereits während der Sunrise Period über 80.000 Bestellungen. Dennoch konnte sich die Domain bislang nicht als Alternative für den Betrieb klassischer Erotik- und Porno-Websites durchsetzen, die Betreiber greifen meist weiter zu sprechenden Domains unterhalb der Top-Level-Domain .com. Auf Handelsplattformen wie Sedo erzielen .xxx-Domains unterdurchschnittliche Preise.